# 土公增七
土公增七（双鱼座44，44 Psc）是双鱼座的一个双星或聚星系统，视星等为+5.77，距离地球约470光年。